# Нагірянка (Бучач)
Нагірянка — колишнє приміське село Бучача, тепер — північна частина міста.

## Розташування
З півдня та сходу межувало з Бучачем, із заходу — Озерянами, з півночі — Рукомишем. Відстань до центру Бучача — орієнтовно 2 км.

## Коротка історія
Відоме від XVIII століття.

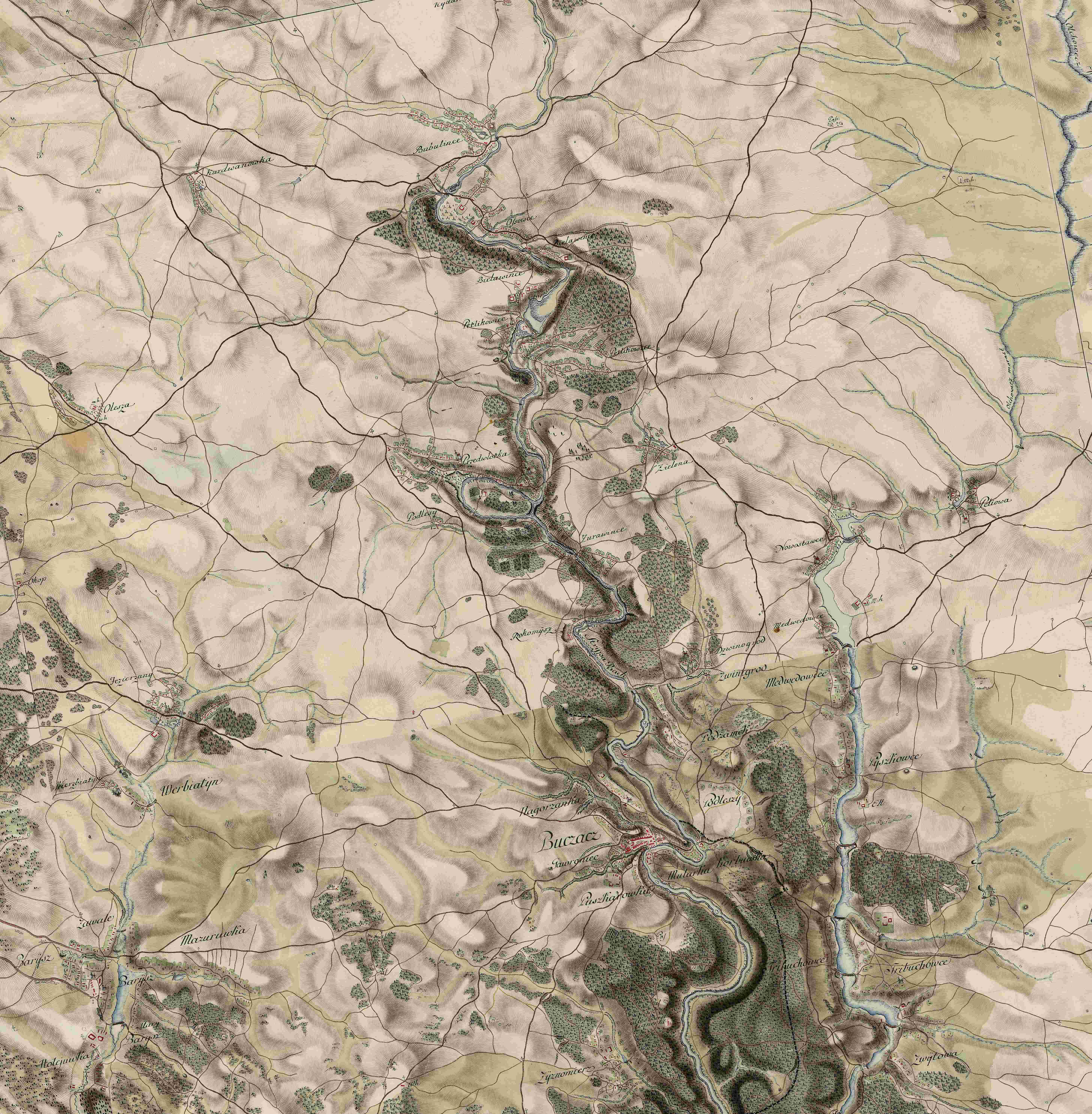
Нагірянка на мапі фон Міґа, XVIII ст.

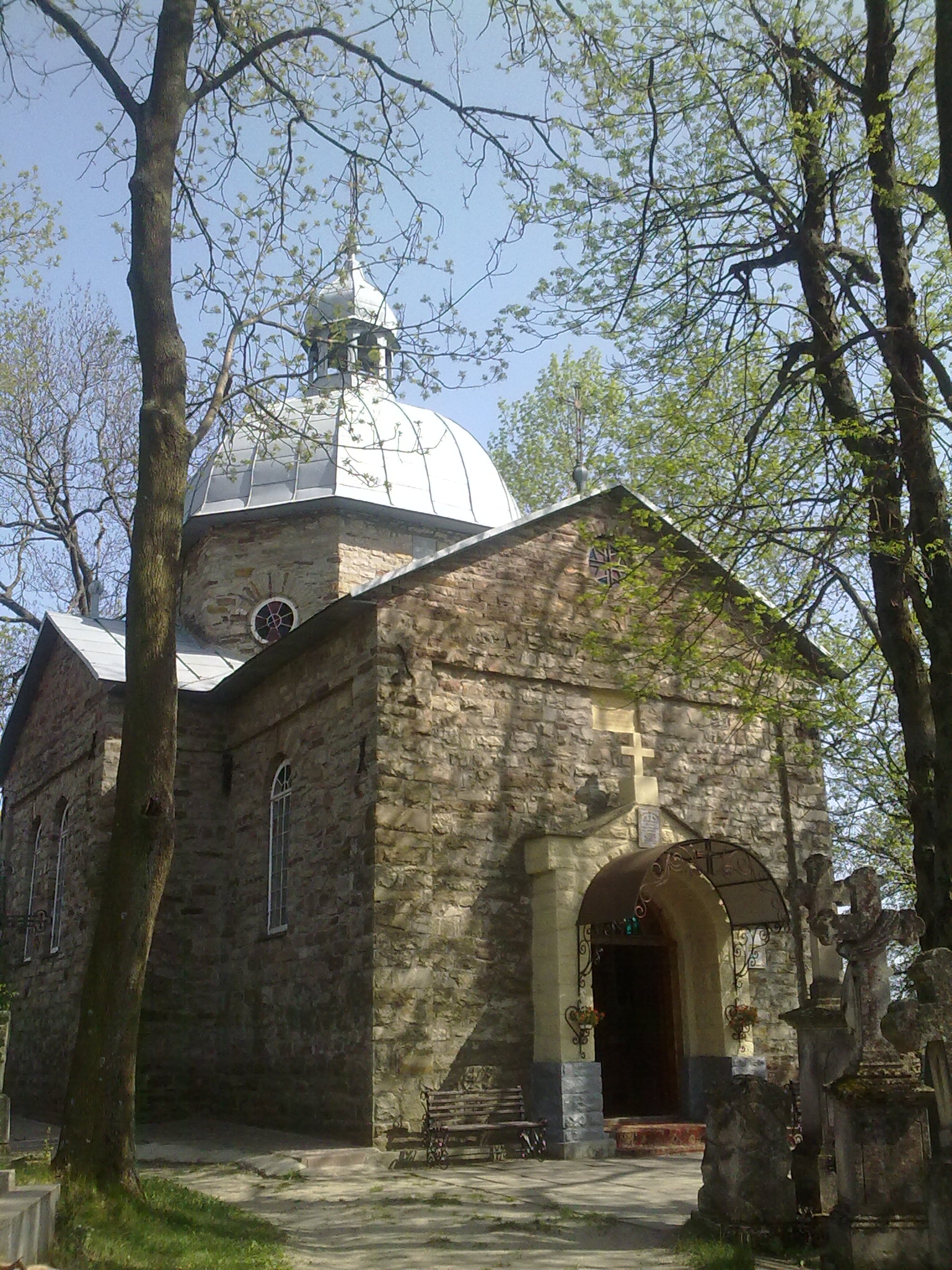
Церква святого Архістратига Михаїла (Бучач)

Діяла тривіальна школа, зокрема, в 1858 році.
Перед Першою світовою війною діяли товариство «Просвіта», кооператива для загального закупу і збуту та кредитова «Спілка Райфайзенка». На заробітки виїжджали до Німеччини, Америки, Канади. 1914 року було зруйновано корчму.
В 1920—1939 роках діяли читальня «Просвіти», товариства «Луг» (до 1930-го), «Сокіл» (1931—1939), аматорський гурток, хор, «кружки» «Рідної школи», «Сільського господаря», дитяча захоронка.
У 1945 році в селі створили земельну громаду.
30 квітня 1965 року ліквідували Нагірянську сільську раду, а село приєднали до міста Бучача.

## Церкви

### Втрачені
- Церква Різдва Пречистої Богоматері

### Збережені
- Церква святого Архістратига Михаїла (Бучач)
- Каплиця

## Інше
Є бібліотека, клуб. У південній частині Нагірянки є джерело «Три рури».

## Тунель

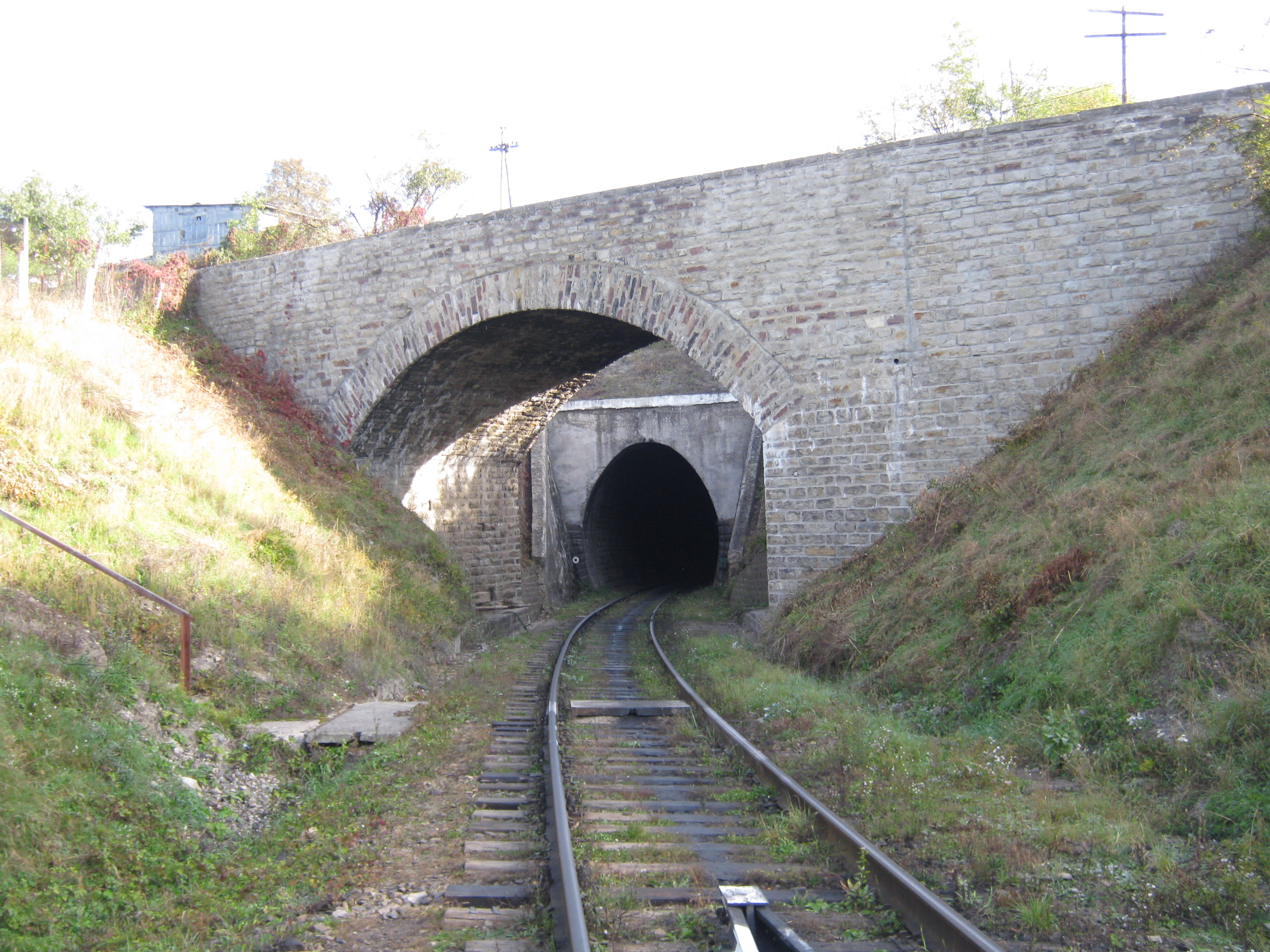
Тунель, Нагірянка (Бучач), 2013

Спорудження залізничного тунелю завершили орієнтовно наприкінці 1884 року. Регулярний рух на відтинку залізниці Станиславів — Бучач — Чортків — Ярмолинці почався з початком 1885 року.

## Відомі люди

### Народилися
- Гишко Гаврило (Гавриїл) — районовий провідник ОУН[3][4]
- Косарчин Ярослав — діяч ОУН, вояк УПА
- Легкий Левко — футбольний статистик, автор книги «Футбол Тернопілля».[5]
- Луців Андрій Георгійович — інженер, дослідник,[6] проживає у Тернополі
- Луців Михайло — один з перших українських галицьких поселенців у Канаді.[7]
- Луців Федір — журналіст, педагог, громадський діяч.[8]
- Чорнобривий Роман — районовий провідник ОУН.

### Проживали
- діячка ОУН Марія Кизимович.[9]
- Микола Косарчин — в'язень концтабору Береза Картузька часів Другої Польської Республіки.

### Померли, поховані

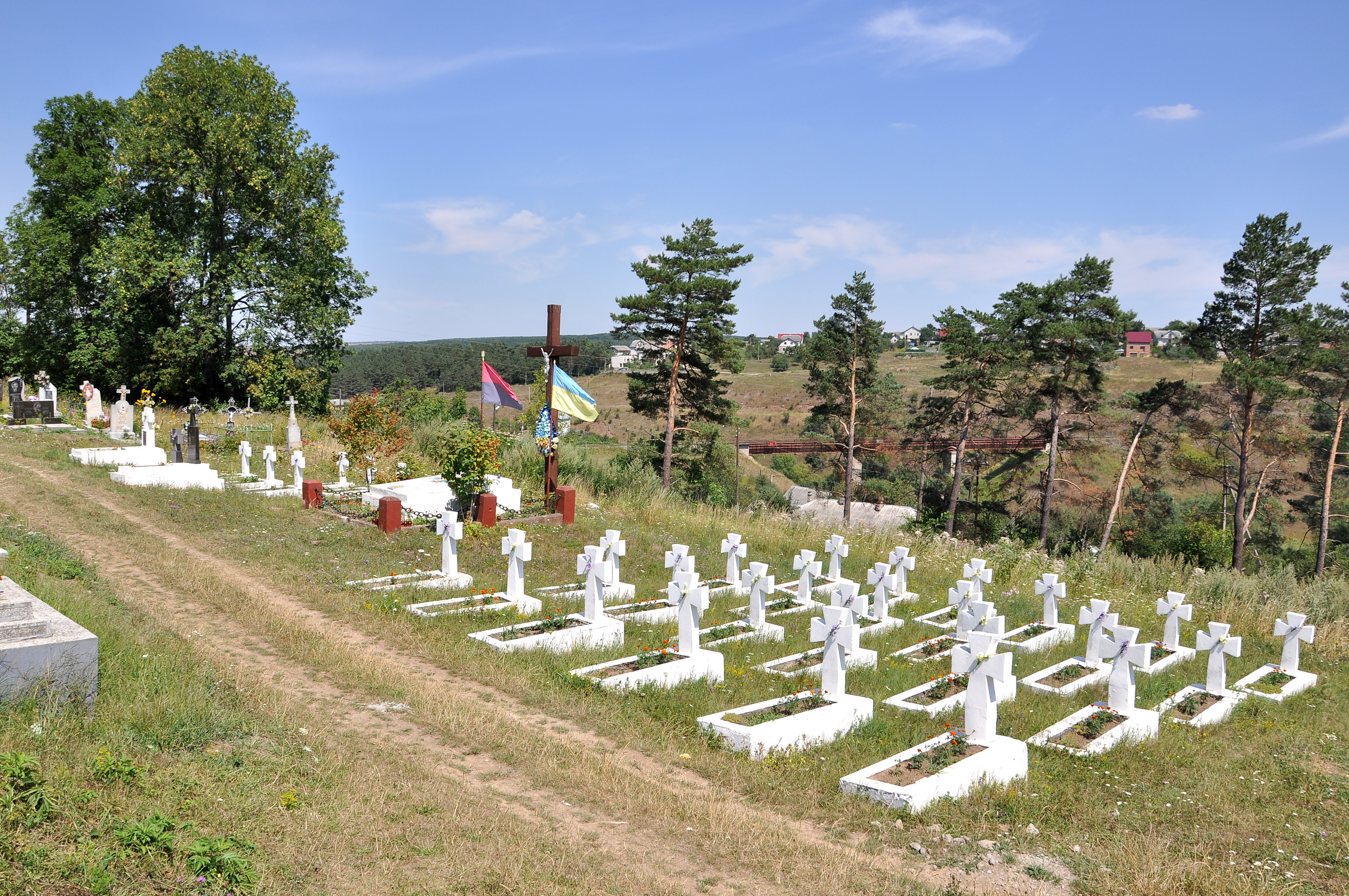
Могили Українських січових стрільців та УГА на Нагірянському цвинтарі

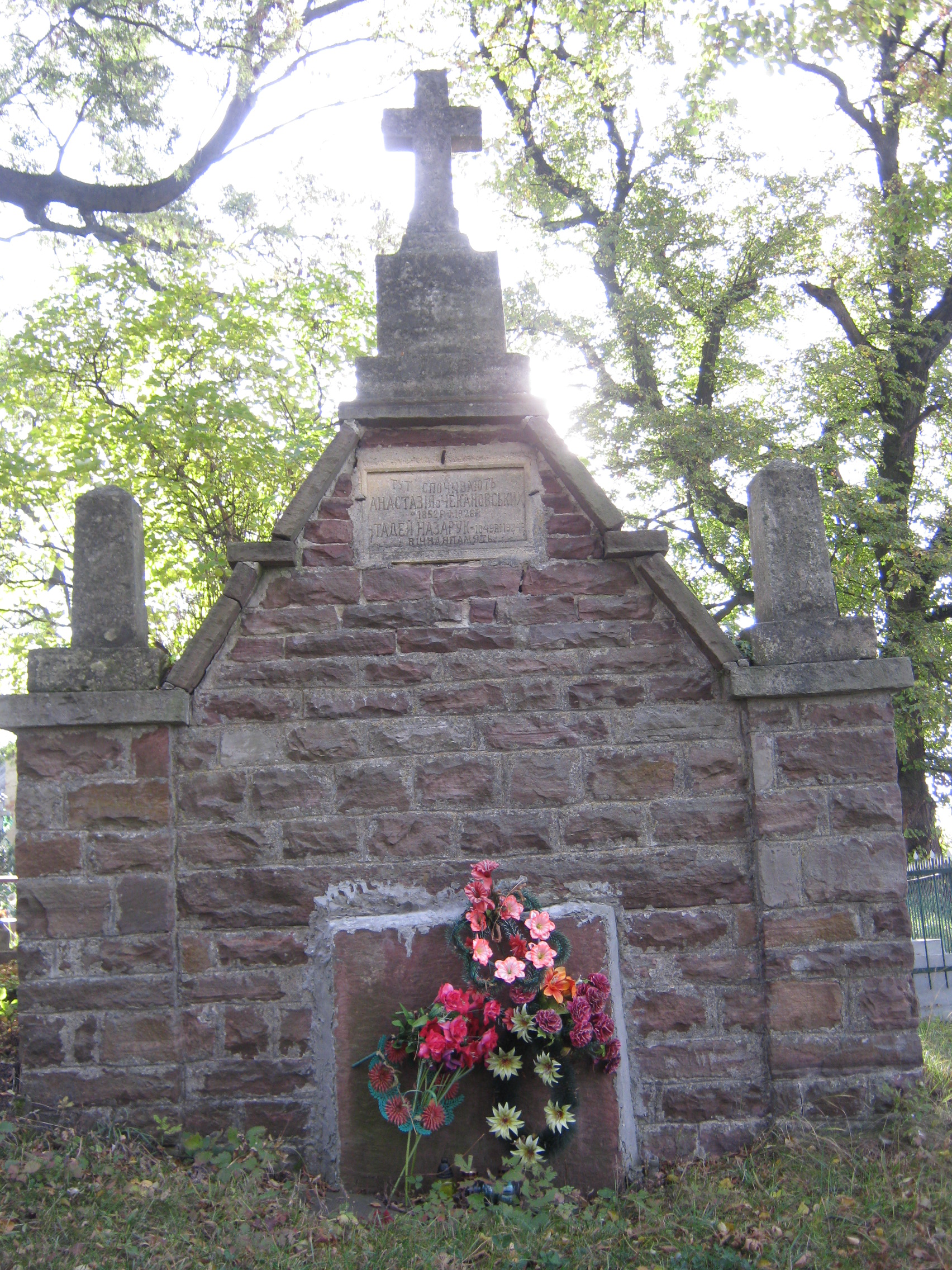
Гробівець батьків Осипа Назарука

На цвинтарі поховані:
- Ярослав Косарчин — в спільній могилі вояків УГА та УПА

#### парохи Бучача (УГКЦ)
- о. Денис Нестайко,
- о. Ярослав Богатюк,
- о. Михайло Курилович

#### священики
- посол Галицького сейму о. Гавриїл Крижановський

#### парафіяни
- Тадей Назарук — батько Осипа Назарука (Бучач), у родинному гробівці (усі — поблизу храму Архістратига Михаїла).

## Світлини

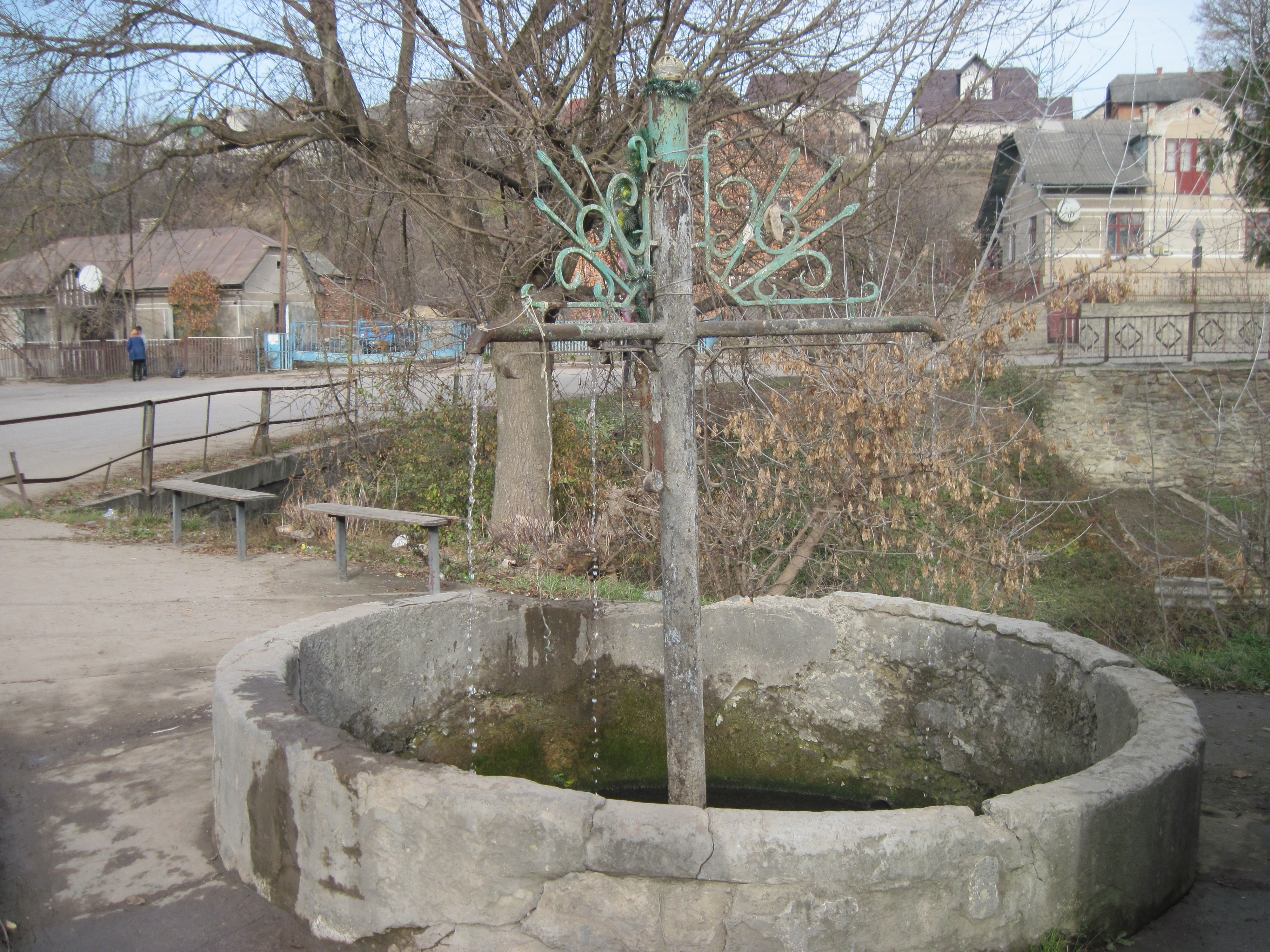
Джерело «3 рури»
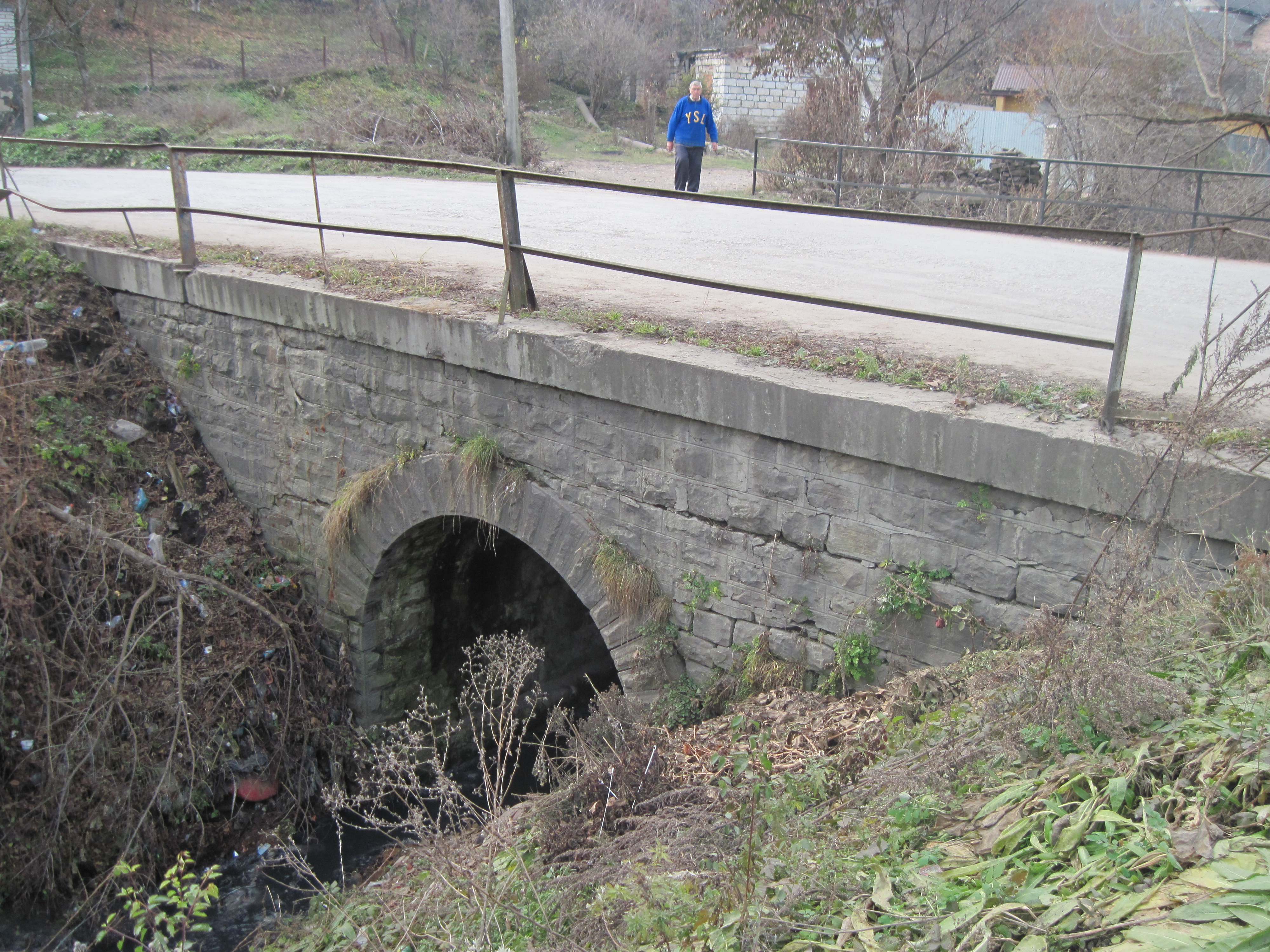
«Австрійський» старий міст
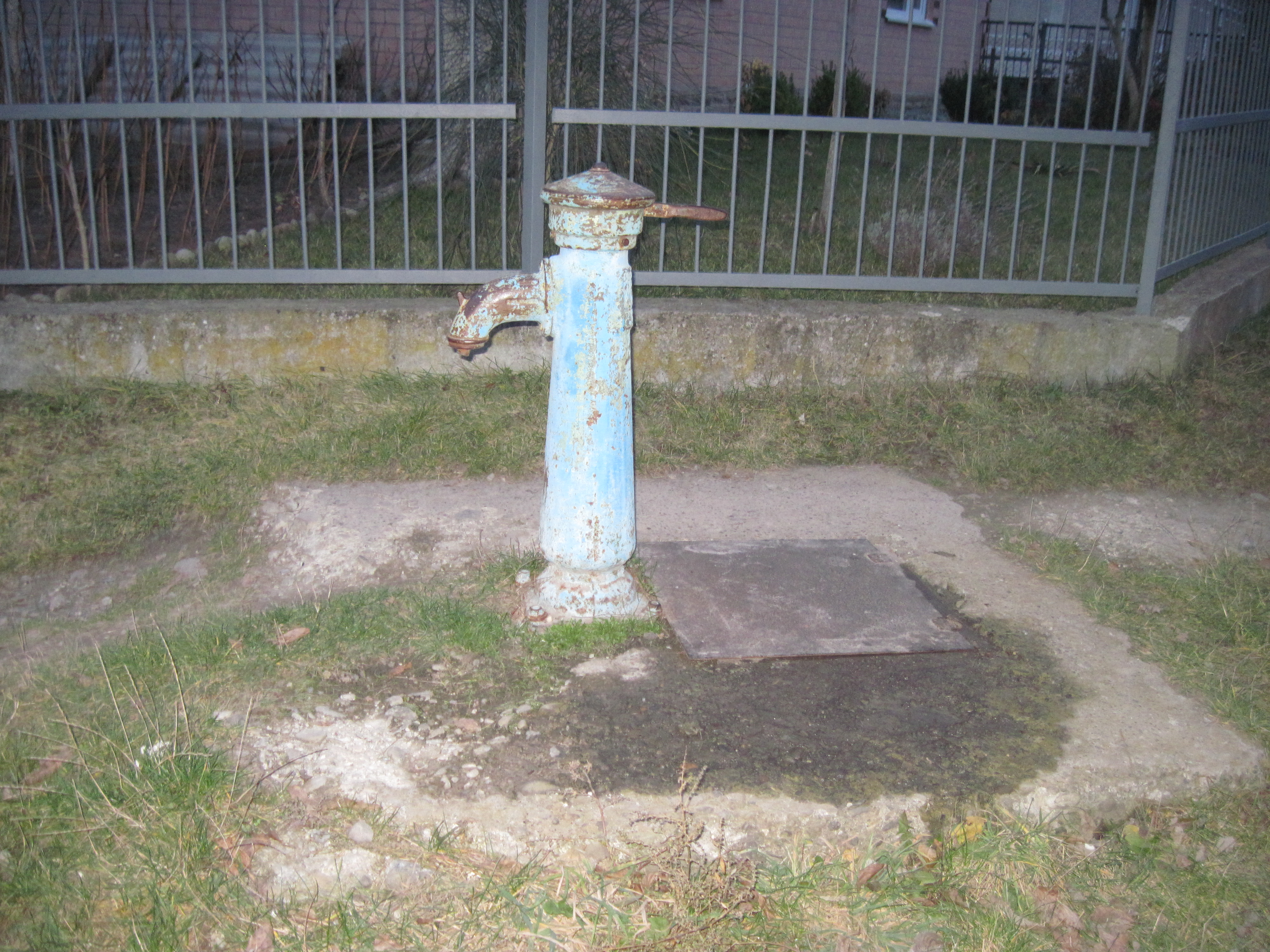
Стара колонка
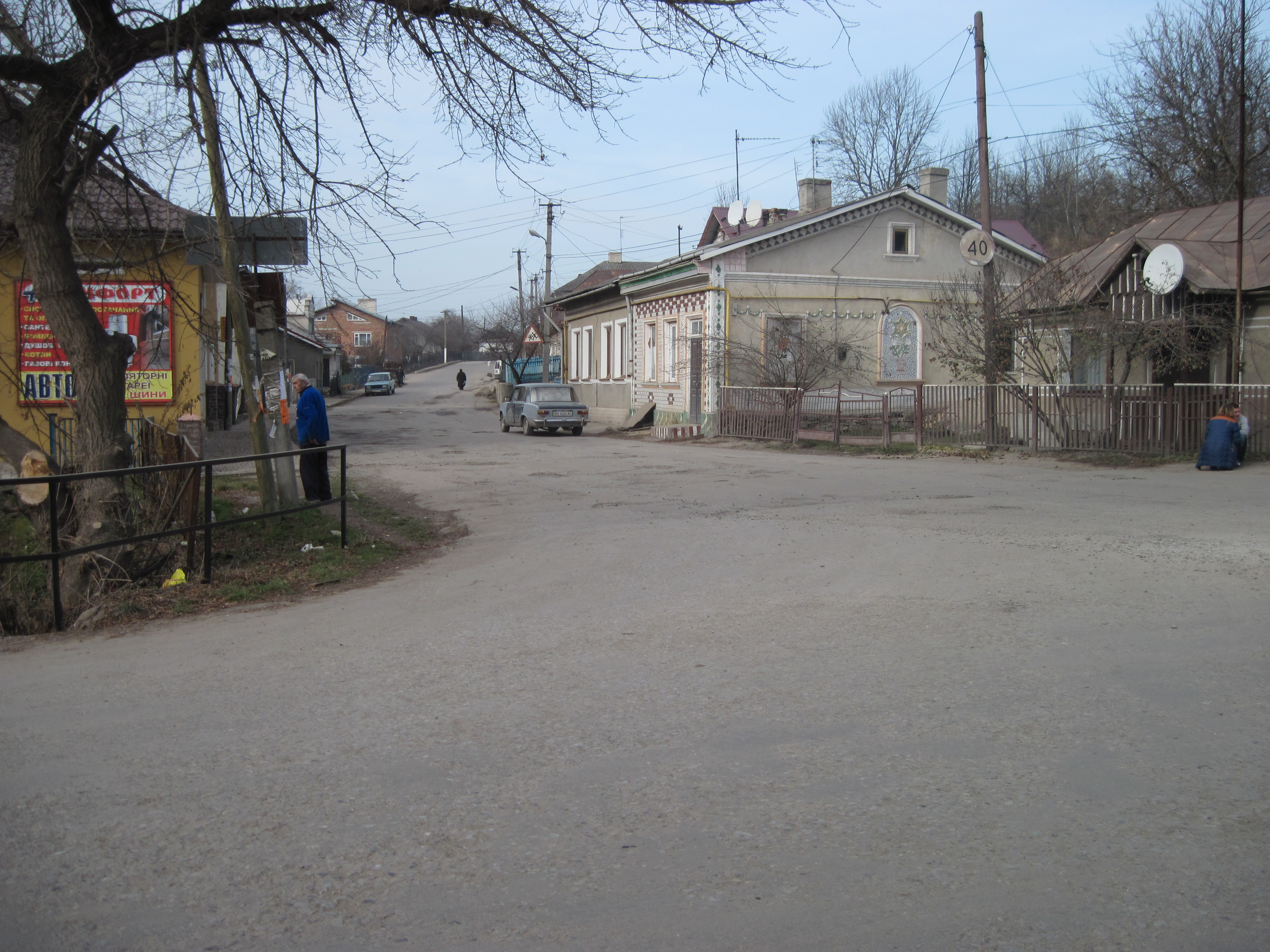
Перехрестя вул. Стуса та Підгаєцької